# Redmi 8
Redmi 8 — смартфон бюджетного рівня суббренда Xiaomi Redmi, що є наступником смартфона Redmi 7. Був представлений 9 жовтня 2019 року. Також 25 вересня 2019 року був представлений Redmi 8A, що є спрощеною версією Redmi 8. Крім цього в Індонезії продавалася модель Redmi 8A Pro, що в основному відрізнялася від Redmi 8A подвійним модулем камери та текстурою задньої панелі. В Індії Redmi 8A Pro продавався під назвою Redmi 8A Dual.

## Дизайн
Екран виконаний зі скла Corning Gorilla Glass 5. Корпус в Redmi 8 виконаний з глянцевого пластику, в Redmi 8A — з пластику з хвилястою фактурою, а в Redmi 8A Pro/8A Dual — ромбоподібною фактурою. Ззаду смартфони подібні до Redmi Note 8 Pro.
Знизу знаходяться 3,5 мм аудіороз'єм, мікрофон, роз'єм USB-C та динамік, зверху — другий мікрофон та ІЧ-порт у Redmi 8, зліва — лоток зі слотами під 2 SIM-картки і карту пам'яті формату microSD до 256 ГБ, а справа — гойдалка регулювання гучності та кнопка блокування.
Смартфони продавалися в наступних кольорах:
| Redmi 8 | Redmi 8        | Redmi 8A | Redmi 8A        | Redmi 8A Pro/8A Dual | Redmi 8A Pro/8A Dual |
| Колір   | Назва          | Колір    | Назва           | Колір                | Назва                |
| ------- | -------------- | -------- | --------------- | -------------------- | -------------------- |
|         | Чорний онікс   |          | Глибокий чорний |                      | Midnight Grey        |
|         | Червоний рубін |          | Червоний захід  |                      | Sky White            |
|         | Синій сапфір   |          | Синій океан     |                      | Sea Blue             |

## Технічні характеристики

### Апаратне забезпечення
Смартфони отримали систему на кристалі Qualcomm Snapdragon 439 з графічним процесором Adreno 610. Redmi 8 продавався в конфігураціях 3/32 та 4/64 ГБ, Redmi 8A — 2/16, 2/32, 3/32 та 4/64 ГБ, Redmi 8A Pro — 2/32 та 3/32 ГБ, а Redmi 8A Dual  2/32, 3/32 та 4/64 ГБ.
Батарея отримала об'єм 5000 мА·год та підтримку швидкої зарядки Quick Charge 3.0 до 18 Вт.
Redmi 8 отримав подвійну основну камеру з головним об'єктивом на 12 Мп з діафрагмою f/2.2 і фазовим автофокусом Dual Pixel та сенсором глибини на 2 Мп з діафрагмою f/2.4 (сенсор глибини). Redmi 8A отримав ширококутний об'єктив 12 Мп, f/1.8 з фазовим автофокусом Dual Pixel. А Redmi 8A Pro/8A Dual отримав подвійну основну камеру на 12 Мп з діафрагмою f/2.2 і фазовим автофокусом Dual Pixel та сенсором глибини на 2 Мп з діафрагмою f/2.4 (сенсор глибини)
Фронтальна камера всіх моделей отримала роздільну здатність 8 Мп і діафрагму f/2.0. Також основна та фронтальна камери всіх моделей вміє записувати відео в роздільній здатності 1080p@30fps
Екран IPS LCD, 6,22", HD+ (1520 × 720) зі співвідношенням сторін 19:9, щільністю пікселів 270 ppi та краплеподібним вирізом під фронтальну камеру.

### Програмне забезпечення
Redmi 8 та 8A були випущені на MIUI 10, а 8A Pro/8A Dual — на MIUI 11. Обидві оболонки на базі Android 9 Pie. Всі моделі пізніше були оновлені до MIUI 12.5 на базі Android 10.